# Dynaspidiotus ephedrarum
Dynaspidiotus ephedrarum är en insektsart som först beskrevs av Karl Hermann Leonhard Lindinger 1912.  Dynaspidiotus ephedrarum ingår i släktet Dynaspidiotus och familjen pansarsköldlöss. Inga underarter finns listade i Catalogue of Life.